# 마이스페이스
마이스페이스(Myspace, 이전에는 MySpace, My_____로도 사용되었음)는 미국 캘리포니아주 베벌리 힐스에 본사를 두고 있는 소셜 네트워킹 웹사이트이다. 톰 앤더슨(Tom Anderson), 크리스토퍼 드울프(Christopher DeWolfe)가 설립하였으며, 현재 폭스 인터랙티브 미디어가 소유하고 있으며 뉴스 코퍼레이션이 대주주로 있다.
알렉사 인터넷에 의하면 마이스페이스는 영어 사이트 중에서 여섯 번째로 인기 있으며, 미국 내에서는 세 번째로 인기 있는 사이트이다. 300명의 직원이 일하고 있으며, 2008년 2월 3일을 기준으로 2억 7천만 개의 계정을 운영하고 있다. 매일 55만 개의 새 계정 등록이 이루어지고 있다고 한다. 사용자들의 신변잡기, 친구 네트워크, 프로파일이 이 사이트에서 가치를 창출하는 기본 동력이다. :27
2008년에는 음악과 텔레비전 채널을 시작으로 대한민국 시장에 공식 진출했다. 하지만 찬의 미니로그에서 2009년 2월 18일 이후 한국어 지원을 포기한다고 밝혔다.

## 같이 보기
- 인터넷 밈 목록
- 바인 (서비스)